# Wereldkampioenschap voetbal 1986 (kwalificatie AFC)
Er schreven zich 28 teams in voor de kwalificatie van het wereldkampioenschap voetbal 1986, maar Taiwan werd in de OFC ingedeeld (door de spanningen met China). De AFC kreeg 2 WK tickets.

## Opzet
Er waren 2 geografische zones.
- Eerste ronde: De teams worden in groepen van 3 of 4 verdeeld, de winnaars gaan naar de 2de ronde.
- Tweede ronde: De 4 teams uit zone A en B speelden tegen elkaar op knock-outbasis, de winnaars gaan naar de finale.
- Finale: de 2 overblijvers in elke zone spelen uit en thuis tegen elkaar, de winnaar kwalificeert zich.

## Gekwalificeerde landen
| FIFA-lid   | Confederatie | Kwalificatie   | Aantal dln. (incl. 1986) | Dln. op rij | Eerste dln. | Laatste dln. | Titels (excl. 1986) | Beste prestatie |
| ---------- | ------------ | -------------- | ------------------------ | ----------- | ----------- | ------------ | ------------------- | --------------- |
| Irak       | AFC          | Winnaar Zone A | 1e                       | 1           | n.v.t.      | n.v.t.       | n.v.t.              | n.v.t.          |
| Zuid-Korea | AFC          | Winnaar Zone B | 2e                       | 1           | 1954        | 1954         | 0                   | Groepsfase      |

## Zone A
Legenda
Groep A bestond uit alle Arabische landen, vooraf leken Koeweit en Saoedi-Arabië de beste papieren te hebben, maar ze verloren beiden in de eerste ronde. De Verenigde Arabische Emiraten hadden aan één doelpunt genoeg om Saoedi-Arabië uit te schakelen en Koeweit kwam net tekort tegen Syrië. In de finale stonden Irak en Syrië tegenover elkaar, Irak speelde alle wedstrijden op neutrale grond vanwege de oorlog tussen Irak en Iran, de finale werd gespeeld in Taif, Saoedi-Arabië .  Na een 0-0 gelijkspel in Damascus won Irak met 3-1 en kon de tickets bestellen voor Mexico.

### Eerste ronde

#### Groep 1
| Pos | Land          | Wed            | Win            | Gel            | Ver            | DV             | DT             | +/−            | Pnt            |
| --- | ------------- | -------------- | -------------- | -------------- | -------------- | -------------- | -------------- | -------------- | -------------- |
| 1.  | V.A.E.        | 2              | 1              | 1              | 0              | 1              | 0              | +1             | 3              |
| 2.  | Saoedi-Arabië | 2              | 0              | 1              | 1              | 0              | 1              | –1             | 1              |
|     | Oman          | Teruggetrokken | Teruggetrokken | Teruggetrokken | Teruggetrokken | Teruggetrokken | Teruggetrokken | Teruggetrokken | Teruggetrokken |

|               |               |       |                              |                                                                                      |
| 12 april 1985 | Saoedi-Arabië | 0 – 0 | Verenigde Arabische Emiraten | Koning Fahdstadion, Riyad Toeschouwers: 30.973 Scheidsrechter: Mohammad Sakran (JOR) |
| 12 april 1985 |               |       |                              | Koning Fahdstadion, Riyad Toeschouwers: 30.973 Scheidsrechter: Mohammad Sakran (JOR) |

|               |                              |       |               |                                                                               |
| 19 april 1985 | Verenigde Arabische Emiraten | 1 – 0 | Saoedi-Arabië | Zabeelstadion, Dubai Toeschouwers: 15.000 Scheidsrechter: Bob Valentine (SCO) |
| 19 april 1985 | F. Khamees 5'                |       |               | Zabeelstadion, Dubai Toeschouwers: 15.000 Scheidsrechter: Bob Valentine (SCO) |

#### Groep 2
| Pos | Land     | Wed            | Win            | Gel            | Ver            | DV             | DT             | +/−            | Pnt            |
| --- | -------- | -------------- | -------------- | -------------- | -------------- | -------------- | -------------- | -------------- | -------------- |
| 1.  | Irak     | 4              | 3              | 0              | 1              | 7              | 6              | +1             | 6              |
| 2.  | Qatar    | 4              | 2              | 0              | 2              | 6              | 3              | +3             | 4              |
| 3.  | Jordanië | 4              | 1              | 0              | 3              | 3              | 7              | –4             | 2              |
|     | Libanon  | Teruggetrokken | Teruggetrokken | Teruggetrokken | Teruggetrokken | Teruggetrokken | Teruggetrokken | Teruggetrokken | Teruggetrokken |

|               |           |       |       |                                                                            |
| 15 maart 1985 | Jordanië  | 1 – 0 | Qatar | Koning Fahdstadion, Riyad Scheidsrechter: Abuwahid Shambe Al-Baluchi (OMA) |
| 15 maart 1985 | Saleh 83' |       |       | Koning Fahdstadion, Riyad Scheidsrechter: Abuwahid Shambe Al-Baluchi (OMA) |

|               |      |                   |         |                       |
| 15 maart 1985 | Irak | 6 – 0 Geannuleerd | Libanon | Koeweit-Stad, Koeweit |
| 15 maart 1985 |      |                   |         | Koeweit-Stad, Koeweit |

|               |         |                   |      |                       |
| 18 maart 1985 | Libanon | 0 – 6 Geannuleerd | Irak | Koeweit-Stad, Koeweit |
| 18 maart 1985 |         |                   |      | Koeweit-Stad, Koeweit |

|               |       |                   |         |       |
| 22 maart 1985 | Qatar | 7 – 0 Geannuleerd | Libanon | Qatar |
| 22 maart 1985 |       |                   |         | Qatar |

|               |         |                   |       |       |
| 27 maart 1985 | Libanon | 0 – 8 Geannuleerd | Qatar | Qatar |
| 27 maart 1985 |         |                   |       | Qatar |

|               |                   |       |                         |                                                                                   |
| 29 maart 1985 | Jordanië          | 2 – 3 | Irak                    | Koning Abdoellah II-stadion, Amman Scheidsrechter: Abdulaziz Saleh Al-Salmi (KUW) |
| 29 maart 1985 | Al-Dawud Abu Abed |       | Munir A. Radhi H. Saeed | Koning Abdoellah II-stadion, Amman Scheidsrechter: Abdulaziz Saleh Al-Salmi (KUW) |

|              |                                                  |       |      |                                            |
| 5 april 1985 | Qatar                                            | 3 – 0 | Irak | Doha Scheidsrechter: George Courtney (ENG) |
| 5 april 1985 | Muftah 40' Al-Mohannadi 52' (pen.) Al-Ammari 71' |       |      | Doha Scheidsrechter: George Courtney (ENG) |

|               |                        |       |          |                                            |
| 12 april 1985 | Qatar                  | 2 – 0 | Jordanië | Doha Scheidsrechter: Mohamed Sanhoub (YEM) |
| 12 april 1985 | Al-Saadah Adel Malulla |       |          | Doha Scheidsrechter: Mohamed Sanhoub (YEM) |

|               |                             |       |          |                                                             |
| 19 april 1985 | Irak                        | 2 – 0 | Jordanië | Koeweit-Stad, Koeweit Scheidsrechter: Jamal Al-Sharif (SYR) |
| 19 april 1985 | A. Radhi 46' Kh. Allawi 50' |       |          | Koeweit-Stad, Koeweit Scheidsrechter: Jamal Al-Sharif (SYR) |

|            |                             |       |            |                                                                                          |
| 5 mei 1985 | Irak                        | 2 – 1 | Qatar      | Yuva Bharati Krirangan, Calcutta Toeschouwers: 30.000 Scheidsrechter: Na Yoon-Shik (KOR) |
| 5 mei 1985 | A. Radhi 21' Ka. Allawi 76' |       | Muftah 44' | Yuva Bharati Krirangan, Calcutta Toeschouwers: 30.000 Scheidsrechter: Na Yoon-Shik (KOR) |

#### Groep 3
| Pos | Land        | Wed | Win | Gel | Ver | DV | DT | +/− | Pnt |
| --- | ----------- | --- | --- | --- | --- | -- | -- | --- | --- |
| 1.  | Syrië       | 4   | 3   | 1   | 0   | 5  | 0  | +5  | 7   |
| 2.  | Koeweit     | 4   | 2   | 1   | 1   | 8  | 2  | +6  | 5   |
| 3.  | Noord-Jemen | 4   | 0   | 0   | 4   | 1  | 12 | –11 | 0   |

|               |             |       |         |                                                                                   |
| 22 maart 1985 | Syrië       | 1 – 0 | Koeweit | Abbasiyyinstadion, Damascus Toeschouwers: 21.000 Scheidsrechter: Ahmad Bash (JOR) |
| 22 maart 1985 | Medrati 78' |       |         | Abbasiyyinstadion, Damascus Toeschouwers: 21.000 Scheidsrechter: Ahmad Bash (JOR) |

|               |             |            |       |                                                                                |
| 29 maart 1985 | Noord-Jemen | 0 – 1      | Syrië | 1962 Revolutiestadion, Sana'a Scheidsrechter: Abuwahid Shambe Al-Baluchi (OMA) |
| 29 maart 1985 |             | Al-Sel 70' |       | 1962 Revolutiestadion, Sana'a Scheidsrechter: Abuwahid Shambe Al-Baluchi (OMA) |

|              |                                                            |       |             |                                                          |
| 5 april 1985 | Koeweit                                                    | 5 – 0 | Noord-Jemen | Koeweit-Stad Scheidsrechter: Hussein Suleiman Awil (JOR) |
| 5 april 1985 | Al-Anbari 39', 44' Al-Hasawi 58' Al-Dakheel 80' Yaqoub 88' |       |             | Koeweit-Stad Scheidsrechter: Hussein Suleiman Awil (JOR) |

|               |         |       |       |                                                              |
| 12 april 1985 | Koeweit | 0 – 0 | Syrië | Koeweit-Stad Scheidsrechter: Abdul-Rahman Jassim Mandi (BHR) |
| 12 april 1985 |         |       |       | Koeweit-Stad Scheidsrechter: Abdul-Rahman Jassim Mandi (BHR) |

|               |                                 |       |             |                                                                                             |
| 19 april 1985 | Syrië                           | 3 – 0 | Noord-Jemen | Abbasiyyinstadion, Damascus Toeschouwers: 28.000 Scheidsrechter: Ahmed Jassim Mohamed (BHR) |
| 19 april 1985 | Al-Sayed 31', 70' Al-Shaikh 40' |       |             | Abbasiyyinstadion, Damascus Toeschouwers: 28.000 Scheidsrechter: Ahmed Jassim Mohamed (BHR) |

|               |             |       |                                   | |
| 26 april 1985 | Noord-Jemen | 1 – 3 | Koeweit                           | 1962 Revolutiestadion, Sana'a Toeschouwers: 10.000 Scheidsrechter: Mohamed Saleh Alawi Al-Farisi (OMA) |
| 26 april 1985 | Abbas 88'   |       | Al-Hasawi 13', 57' Al-Dakheel 25' | 1962 Revolutiestadion, Sana'a Toeschouwers: 10.000 Scheidsrechter: Mohamed Saleh Alawi Al-Farisi (OMA) |

#### Groep 4
| Pos | Land       | Wed               | Win               | Gel               | Ver               | DV                | DT                | +/−               | Pnt               |
| --- | ---------- | ----------------- | ----------------- | ----------------- | ----------------- | ----------------- | ----------------- | ----------------- | ----------------- |
| 1.  | Bahrein    | 2                 | 1                 | 1                 | 0                 | 7                 | 4                 | +3                | 3                 |
| 2.  | Zuid-Jemen | 2                 | 0                 | 1                 | 1                 | 4                 | 7                 | –3                | 1                 |
|     | Iran       | Gediskwalificeerd | Gediskwalificeerd | Gediskwalificeerd | Gediskwalificeerd | Gediskwalificeerd | Gediskwalificeerd | Gediskwalificeerd | Gediskwalificeerd |

|               |             |       |                                            |                                                                                 |
| 29 maart 1985 | Zuid-Jemen  | 1 – 4 | Bahrein                                    | Mortayer Yard, Aden Toeschouwers: 19.082 Scheidsrechter: Fallaj Al-Shanar (KSA) |
| 29 maart 1985 | Al-Mass 74' |       | Farhan 9', 50' Al-Hardan 17' Al-Sobaei 60' | Mortayer Yard, Aden Toeschouwers: 19.082 Scheidsrechter: Fallaj Al-Shanar (KSA) |

|               |                                     |       |                                     | |
| 12 april 1985 | Bahrein                             | 3 – 3 | Zuid-Jemen                          | Bahrain National Stadium, Manamah Toeschouwers: 3.216 Scheidsrechter: Abdullah Ghareeb Shehab (KUW) |
| 12 april 1985 | Al-Hardan 48' Abdullah 66' Deif 69' |       | Shadli 18' Kassim 75' Al-Sabbou 88' | Bahrain National Stadium, Manamah Toeschouwers: 3.216 Scheidsrechter: Abdullah Ghareeb Shehab (KUW) |

### Tweede ronde
|                   |                              |       |                             |                                                                         |
| 20 september 1985 | Verenigde Arabische Emiraten | 2 – 3 | Irak                        | Al-Rashidstadion, Dubai Scheidsrechter: Abdul-Aziz Saleh Al-Salmi (KUW) |
| 20 september 1985 | Al-Talyani 15', 60'          |       | H. Saed 42', 79' Hassan 81' | Al-Rashidstadion, Dubai Scheidsrechter: Abdul-Aziz Saleh Al-Salmi (KUW) |

|                   |                 |                    |                                                          |                                                                                |
| 27 september 1985 | Irak Saddam 88' | 1 – 2 (4 – 4 agg.) | Verenigde Arabische Emiraten F. Khamis 2' Al-Talyani 60' | Koning Fahdstadion, Taif Toeschouwers: 4.175 Scheidsrechter: André Daina (SUI) |
| 27 september 1985 |                 |                    |                                                          | Koning Fahdstadion, Taif Toeschouwers: 4.175 Scheidsrechter: André Daina (SUI) |

Het werd 4–4 over twee wedstrijden, Irak plaatst zich voor de volgende ronde op basis van de regel van het uitdoelpunt.
|                  |          |       |             |                                                                                        |
| 6 september 1985 | Bahrein  | 1 – 1 | Syrië       | Bahrain National Stadium, Manamah Toeschouwers: 8.224 Scheidsrechter: Ahmad Bash (JOR) |
| 6 september 1985 | Issa 42' |       | Mahrous 61' | Bahrain National Stadium, Manamah Toeschouwers: 8.224 Scheidsrechter: Ahmad Bash (JOR) |

|                   |                    |                    |         |                                                                                                   |
| 20 september 1985 | Syrië Kardaghli 4' | 1 – 0 (2 – 1 agg.) | Bahrein | Abbasiyyinstadion, Damascus Toeschouwers: 25.000 Scheidsrechter: Abuwahid Shambe El-Boloshi (OMA) |
| 20 september 1985 |                    |                    |         | Abbasiyyinstadion, Damascus Toeschouwers: 25.000 Scheidsrechter: Abuwahid Shambe El-Boloshi (OMA) |

Syrië wint met 2–0 over twee wedstrijden en plaatst zich voor de volgende ronde.

### Finale
|                  |       |       |      |                                                                                |
| 15 november 1985 | Syrië | 0 – 0 | Irak | Abbasiyyinstadion, Damascus Toeschouwers: 25.000 Scheidsrechter: Vautrot (FRA) |
| 15 november 1985 |       |       |      | Abbasiyyinstadion, Damascus Toeschouwers: 25.000 Scheidsrechter: Vautrot (FRA) |

|                  |                                                                   |                    |                             |                                                                                     |
| 29 november 1985 | Irak Hussein Saeed 28' Shaker Mahmoud Hamza 49' Khalil Allawi 72' | 3 – 1 (3 – 1 agg.) | Syrië Walid Abou El-Sel 54' | Koning Fahdstadion, Taif Toeschouwers: 4.500 Scheidsrechter: Erik Fredriksson (SWE) |
| 29 november 1985 |                                                                   |                    |                             | Koning Fahdstadion, Taif Toeschouwers: 4.500 Scheidsrechter: Erik Fredriksson (SWE) |

Irak won met 3–1 over twee wedstrijden en plaatst zich voor het WK voetbal 1986.

## Zone B
De niet-Arabische landen zaten bij elkaar in de groep. Vooraf waren Zuid-Korea en China de grote favoriet, Zuid-Korea had opvallend veel moeite met Maleisië, maar won de beslissende thuiswedstrijd met 2-0. China had genoeg aan een gelijkspel tegen de kleine buur Hong Kong om de halve finale te halen. Hong Kong won echter in Peking met 1-2 en na afloop braken er ernstige rellen uit, voor de eerste keer in het communistische land. Hong Kong werd in de halve finale uitgeschakeld door Japan. In de finale won Zuid-Korea twee maal van Japan en plaatste zich voor de tweede keer sinds 1954 voor het WK. Grote man bij de Koreanen was spits Bum-Kum-Cha, die furore maakte bij Eintracht Frankfurt en Bayer Leverkusen.

### Eerste ronde

#### Groep 1
| Pos | Land       | Wed | Win | Gel | Ver | DV | DT | +/− | Pnt |
| --- | ---------- | --- | --- | --- | --- | -- | -- | --- | --- |
| 1.  | Zuid-Korea | 4   | 3   | 0   | 1   | 8  | 1  | +7  | 6   |
| 2.  | Maleisië   | 4   | 2   | 1   | 1   | 6  | 2  | +4  | 5   |
| 3.  | Nepal      | 4   | 0   | 1   | 3   | 0  | 11 | –11 | 1   |

|              |       |                                         |            |                                                                                              |
| 2 maart 1985 | Nepal | 0 – 2                                   | Zuid-Korea | Dasarath Rangasalastadion, Kathmandu Toeschouwers: 40.000 Scheidsrechter: Zhang Daqiao (CHN) |
| 2 maart 1985 |       | Sharma 35' (e.d.) Lee Tae-Ho 64' (pen.) |            | Dasarath Rangasalastadion, Kathmandu Toeschouwers: 40.000 Scheidsrechter: Zhang Daqiao (CHN) |

|               |            |       |            |                                                                                              |
| 10 maart 1985 | Maleisië   | 1 – 0 | Zuid-Korea | Merdekastadion, Kuala Lumpur Toeschouwers: 36.738 Scheidsrechter: Samuel Chan Yam-Ming (HKG) |
| 10 maart 1985 | Salleh 49' |       |            | Merdekastadion, Kuala Lumpur Toeschouwers: 36.738 Scheidsrechter: Samuel Chan Yam-Ming (HKG) |

|               |       |       |          |                                                                                                |
| 16 maart 1985 | Nepal | 0 – 0 | Maleisië | Dasarath Rangasalastadion, Kathmandu Toeschouwers: 8.000 Scheidsrechter: Nadasen Chandra (SIN) |
| 16 maart 1985 |       |       |          | Dasarath Rangasalastadion, Kathmandu Toeschouwers: 8.000 Scheidsrechter: Nadasen Chandra (SIN) |

|               |                                         |       |       |                                                                                           |
| 31 maart 1985 | Maleisië                                | 5 – 0 | Nepal | Merdekastadion, Kuala Lumpur Toeschouwers: 33.000 Scheidsrechter: Lourenco Reinaldo (MAC) |
| 31 maart 1985 | Hassan 4', 26', 33' Salleh 29' Alif 40' |       |       | Merdekastadion, Kuala Lumpur Toeschouwers: 33.000 Scheidsrechter: Lourenco Reinaldo (MAC) |

|              |                                                          |       |       |                                                                |
| 6 april 1985 | Zuid-Korea                                               | 4 – 0 | Nepal | Dongdaemunstadion, Seoul Scheidsrechter: Cheung Kwok Kui (HKG) |
| 6 april 1985 | Huh Jung-Moo 18', 57' Kim Suk-won 36' Chung Jong-Soo 41' |       |       | Dongdaemunstadion, Seoul Scheidsrechter: Cheung Kwok Kui (HKG) |

|             |                                            |       |          |                                                                                   |
| 19 mei 1985 | Zuid-Korea                                 | 2 – 0 | Maleisië | Olympisch Stadion, Seoul Toeschouwers: 45.780 Scheidsrechter: Shizuo Takada (JPN) |
| 19 mei 1985 | Park Chang-Sun 12' (pen.) Cho Min-Kook 19' |       |          | Olympisch Stadion, Seoul Toeschouwers: 45.780 Scheidsrechter: Shizuo Takada (JPN) |

#### Groep 2
| Pos | Land       | Wed | Win | Gel | Ver | DV | DT | +/− | Pnt |
| --- | ---------- | --- | --- | --- | --- | -- | -- | --- | --- |
| 1.  | Indonesië  | 6   | 4   | 1   | 1   | 8  | 4  | +4  | 9   |
| 2.  | India      | 6   | 2   | 3   | 1   | 7  | 6  | +1  | 7   |
| 3.  | Thailand   | 6   | 1   | 2   | 3   | 4  | 4  | 0   | 4   |
| 4.  | Bangladesh | 6   | 2   | 0   | 4   | 5  | 10 | –5  | 4   |

|               |                   |       |          |                                                                                |
| 15 maart 1985 | Indonesië         | 1 – 0 | Thailand | Senayanstadion, Jakarta Toeschouwers: 60.000 Scheidsrechter: Tulu Gurkan (PHI) |
| 15 maart 1985 | Dede Sulaiman 84' |       |          | Senayanstadion, Jakarta Toeschouwers: 60.000 Scheidsrechter: Tulu Gurkan (PHI) |

|               |                                   |       |            |                                                                                     |
| 18 maart 1985 | Indonesië                         | 2 – 0 | Bangladesh | Senayanstadion, Jakarta Toeschouwers: 40.000 Scheidsrechter: Cesar Brillantes (PHI) |
| 18 maart 1985 | Nurdiansyah 48' Dede Sulaiman 57' |       |            | Senayanstadion, Jakarta Toeschouwers: 40.000 Scheidsrechter: Cesar Brillantes (PHI) |

|               |                      |       |           |                                                                                   |
| 21 maart 1985 | Indonesië            | 2 – 1 | India     | Senayanstadion, Jakarta Toeschouwers: 70.000 Scheidsrechter: Reynaldo Reyes (PHI) |
| 21 maart 1985 | Nurdiansyah 41', 49' |       | K.Dey 34' | Senayanstadion, Jakarta Toeschouwers: 70.000 Scheidsrechter: Reynaldo Reyes (PHI) |

|               |                                      |       |            |                                                  |
| 23 maart 1985 | Thailand                             | 3 – 0 | Bangladesh | Bangkok Scheidsrechter: Shunsaku Nakanishi (JPN) |
| 23 maart 1985 | Areesngarkul Kijinongholsak Thomgmee |       |            | Bangkok Scheidsrechter: Shunsaku Nakanishi (JPN) |

|               |          |       |       |                                                  |
| 26 maart 1985 | Thailand | 0 – 0 | India | Bangkok Scheidsrechter: Shunsaku Nakanishi (JPN) |
| 26 maart 1985 |          |       |       | Bangkok Scheidsrechter: Shunsaku Nakanishi (JPN) |

|               |          |              |           |                                              |
| 29 maart 1985 | Thailand | 0 – 1        | Indonesië | Bangkok Scheidsrechter: Toshikazu Sano (JPN) |
| 29 maart 1985 |          | Kiswanto 25' |           | Bangkok Scheidsrechter: Toshikazu Sano (JPN) |

|               |            |       |                     |                                                                                     |
| 30 maart 1985 | Bangladesh | 1 – 2 | India               | Bangladesh Army Stadium, Dhaka Toeschouwers: 8.000 Scheidsrechter: Liu Jingli (CHN) |
| 30 maart 1985 | Ahmed 42'  |       | Ghosh 34' Panji 84' | Bangladesh Army Stadium, Dhaka Toeschouwers: 8.000 Scheidsrechter: Liu Jingli (CHN) |

|              |                     |       |                 |                                                                                      |
| 2 april 1985 | Bangladesh          | 2 – 1 | Indonesië       | Bangladesh Army Stadium, Dhaka Toeschouwers: 5.000 Scheidsrechter: Xia Changfa (CHN) |
| 2 april 1985 | Hamid 75' Ahmed 81' |       | Nurdiansyah 11' | Bangladesh Army Stadium, Dhaka Toeschouwers: 5.000 Scheidsrechter: Xia Changfa (CHN) |

|              |             |       |          |                                                                                        |
| 5 april 1985 | Bangladesh  | 1 – 0 | Thailand | Bangladesh Army Stadium, Dhaka Toeschouwers: 7.000 Scheidsrechter: Chen Shengcai (CHN) |
| 5 april 1985 | Hossein 76' |       |          | Bangladesh Army Stadium, Dhaka Toeschouwers: 7.000 Scheidsrechter: Chen Shengcai (CHN) |

|              |           |       |                   |                                                                                       |
| 6 april 1985 | India     | 1 – 1 | Indonesië         | Salt Lake Stadium, Calcutta Toeschouwers: 10.000 Scheidsrechter: Farouk Mustafa (IRQ) |
| 6 april 1985 | Thapa 89' |       | Dede Sulaiman 20' | Salt Lake Stadium, Calcutta Toeschouwers: 10.000 Scheidsrechter: Farouk Mustafa (IRQ) |

|              |            |       |               | |
| 9 april 1985 | India      | 1 – 1 | Thailand      | Salt Lake Stadium, Calcutta Toeschouwers: 6.000 Scheidsrechter: Shokor Abdulkader Abdul Latif (IRQ) |
| 9 april 1985 | K. Dey 85' |       | Boongeang 76' | Salt Lake Stadium, Calcutta Toeschouwers: 6.000 Scheidsrechter: Shokor Abdulkader Abdul Latif (IRQ) |

|               |                         |       |            |                                                                                               |
| 12 april 1985 | India                   | 2 – 1 | Bangladesh | Salt Lake Stadium, Calcutta Toeschouwers: 8.000 Scheidsrechter: Salih Abdul Karim Saadi (IRQ) |
| 12 april 1985 | Panji 36' Gonsalves 54' |       | Bhadra 15' | Salt Lake Stadium, Calcutta Toeschouwers: 8.000 Scheidsrechter: Salih Abdul Karim Saadi (IRQ) |

#### Groep 3
| Pos | Land     | Wed | Win | Gel | Ver | DV | DT | +/− | Pnt |
| --- | -------- | --- | --- | --- | --- | -- | -- | --- | --- |
| 1.  | Hongkong | 6   | 5   | 1   | 0   | 19 | 2  | +17 | 11  |
| 2.  | China    | 6   | 4   | 1   | 1   | 23 | 2  | +21 | 9   |
| 3.  | Macau    | 6   | 2   | 0   | 4   | 4  | 15 | –11 | 4   |
| 4.  | Brunei   | 6   | 0   | 0   | 6   | 2  | 29 | –27 | 0   |

|                  |                                 |       |        |                                                                            |
| 17 februari 1985 | Macau                           | 2 – 0 | Brunei | Macaustadion, Macau Toeschouwers: 495 Scheidsrechter: Reynaldo Reyes (PHI) |
| 17 februari 1985 | Meng Kam Jong 76' Carvalhal 82' |       |        | Macaustadion, Macau Toeschouwers: 495 Scheidsrechter: Reynaldo Reyes (PHI) |

|                  |          |       |       |                                                                                            |
| 17 februari 1985 | Hongkong | 0 – 0 | China | Government Stadium, Hong Kong Toeschouwers: 20.935 Scheidsrechter: Maidin Bin Singah (SIN) |
| 17 februari 1985 |          |       |       | Government Stadium, Hong Kong Toeschouwers: 20.935 Scheidsrechter: Maidin Bin Singah (SIN) |

|                  |       |                                                                     |       |                                                                             |
| 20 februari 1985 | Macau | 0 – 4                                                               | China | Macaustadion, Macau Toeschouwers: 1.048 Scheidsrechter: S.Balasundram (MAS) |
| 20 februari 1985 |       | Ng Chi Kit 44' (e.d.) Lin Qiang 51' Zuo Shusheng 52' Lin Lefeng 62' |       | Macaustadion, Macau Toeschouwers: 1.048 Scheidsrechter: S.Balasundram (MAS) |

|                  |                                                                                          |       |        |                                                                                         |
| 23 februari 1985 | Hongkong                                                                                 | 8 – 0 | Brunei | Government Stadium, Hong Kong Toeschouwers: 12.401 Scheidsrechter: Stephen Ovinis (MAS) |
| 23 februari 1985 | Mak King-Fun 2', 51', 79', 85' Lai Wing Cheung 4' Lee Wai-Shan 30' Lau Wing-Yip 74', 87' |       |        | Government Stadium, Hong Kong Toeschouwers: 12.401 Scheidsrechter: Stephen Ovinis (MAS) |

|                  |                                                                                |       |        |                                                                            |
| 26 februari 1985 | China                                                                          | 8 – 0 | Brunei | Macaustadion, Macau Toeschouwers: 960 Scheidsrechter: Pamon Saismutr (THA) |
| 26 februari 1985 | Zhao Dayu 26', 85', 90' Zuo Shusheng 38', 65' Li Hui 40' Liu Haiguang 44', 47' |       |        | Macaustadion, Macau Toeschouwers: 960 Scheidsrechter: Pamon Saismutr (THA) |

|              |        |                                         |       |                                                                                              |
| 1 maart 1985 | Brunei | 0 – 4                                   | China | Government Stadium, Hong Kong Toeschouwers: 2.019 Scheidsrechter: Mohammed Jahirul Haq (BAN) |
| 1 maart 1985 |        | Zhao Dayu 8', 74' Liu Haiguang 15', 80' |       | Government Stadium, Hong Kong Toeschouwers: 2.019 Scheidsrechter: Mohammed Jahirul Haq (BAN) |

|              |            |       |                                                                |                                                                                              |
| 6 april 1985 | Brunei     | 1 – 5 | Hongkong                                                       | Sultan Hassal Bolkiahstadion, Bandar Seri Begawan Scheidsrechter: Sudarso Hardjowasito (IDN) |
| 6 april 1985 | Kassim 49' |       | Wan Chi Keung 4', 82' Lai Wing-Cheung 7' Lau Wing-Yip 38', 83' | Sultan Hassal Bolkiahstadion, Bandar Seri Begawan Scheidsrechter: Sudarso Hardjowasito (IDN) |

|               |             |       |                 |                                                                                           |
| 13 april 1985 | Brunei      | 1 – 2 | Macau           | Sultan Hassal Bolkiahstadion, Bandar Seri Begawan Scheidsrechter: Djadja Mudjahidin (IDN) |
| 13 april 1985 | Ahmed Rahim |       | Carvalhal Pinto | Sultan Hassal Bolkiahstadion, Bandar Seri Begawan Scheidsrechter: Djadja Mudjahidin (IDN) |

|               |       |                                     |          |                                                                     |
| 28 april 1985 | Macau | 0 – 2                               | Hongkong | Macaustadion, Macau Scheidsrechter: Somporn Patcharamukdakorn (THA) |
| 28 april 1985 |       | Lau Wing-Yip 80' Cheung Ka-Ping 88' |          | Macaustadion, Macau Scheidsrechter: Somporn Patcharamukdakorn (THA) |

|            |                      |       |       |                                                                                      |
| 4 mei 1985 | Hongkong             | 2 – 0 | Macau | Government Stadium, Hong Kong Toeschouwers: 15.778 Scheidsrechter: Kil Ki-Chul (KOR) |
| 4 mei 1985 | Lau Wing-Yip 8', 30' |       |       | Government Stadium, Hong Kong Toeschouwers: 15.778 Scheidsrechter: Kil Ki-Chul (KOR) |

|             |                                                                                  |       |       |                                                                                   |
| 12 mei 1985 | China                                                                            | 6 – 0 | Macau | Workers Stadium, Beijing Toeschouwers: 30.000 Scheidsrechter: Shetty Sheena (IND) |
| 12 mei 1985 | Jia Xiuquan 10' Li Hui 12' Yang Zhaohui 27', 50' Wang Huiliang 60' Zhao Dayu 67' |       |       | Workers Stadium, Beijing Toeschouwers: 30.000 Scheidsrechter: Shetty Sheena (IND) |

|             |            |       |                                   |                                                                                              |
| 19 mei 1985 | China      | 1 – 2 | Hongkong                          | Workers Stadium, Beijing Toeschouwers: 60.000 Scheidsrechter: Melvyn J. Victor D'Souza (IND) |
| 19 mei 1985 | Li Hui 32' |       | Cheung Chi Tak 26' Ku Kam Fai 60' | Workers Stadium, Beijing Toeschouwers: 60.000 Scheidsrechter: Melvyn J. Victor D'Souza (IND) |

#### Groep 4
| Pos | Land        | Wed | Win | Gel | Ver | DV | DT | +/− | Pnt |
| --- | ----------- | --- | --- | --- | --- | -- | -- | --- | --- |
| 1.  | Japan       | 4   | 3   | 1   | 0   | 9  | 1  | +8  | 7   |
| 2.  | Noord-Korea | 4   | 1   | 2   | 1   | 3  | 2  | +1  | 4   |
| 3.  | Singapore   | 4   | 0   | 1   | 3   | 2  | 11 | –9  | 1   |

|                 |                   |       |              |                                                                        |
| 19 januari 1985 | Singapore         | 1 – 1 | Noord-Korea  | Nationaal Stadion, Singapore Scheidsrechter: Sudarso Harjowasito (IDN) |
| 19 januari 1985 | Au-yeong Pak Kuan |       | Song Chul Yu | Nationaal Stadion, Singapore Scheidsrechter: Sudarso Harjowasito (IDN) |

|                  |           |       |                                            |                                                                                               |
| 23 februari 1985 | Singapore | 1 – 3 | Japan                                      | Nationaal Stadion, Singapore Toeschouwers: 16.146 Scheidsrechter: Soetoyo Hartasardjono (IDN) |
| 23 februari 1985 | Madon 39' |       | Kimura 20' Hashiratani 47' Kato 84' (pen.) | Nationaal Stadion, Singapore Toeschouwers: 16.146 Scheidsrechter: Soetoyo Hartasardjono (IDN) |

|               |          |       |             |                                                                                           |
| 21 maart 1985 | Japan    | 1 – 0 | Noord-Korea | Yoyogi Nationaal Stadion, Tokio Toeschouwers: 25.000 Scheidsrechter: Timothy Joseph (MAS) |
| 21 maart 1985 | Hara 20' |       |             | Yoyogi Nationaal Stadion, Tokio Toeschouwers: 25.000 Scheidsrechter: Timothy Joseph (MAS) |

|               |             |       |       |                                                                                               |
| 30 april 1985 | Noord-Korea | 0 – 0 | Japan | Kim Il-sungstadion, Pyongyang Toeschouwers: 52.500 Scheidsrechter: Samuel Chan Yam-Ming (HKG) |
| 30 april 1985 |             |       |       | Kim Il-sungstadion, Pyongyang Toeschouwers: 52.500 Scheidsrechter: Samuel Chan Yam-Ming (HKG) |

|             |                                                     |       |           |                                                                                          |
| 18 mei 1985 | Japan                                               | 5 – 0 | Singapore | Yoyogi Nationaal Stadion, Tokio Toeschouwers: 28.000 Scheidsrechter: Cha Kyung-Bok (KOR) |
| 18 mei 1985 | Mizunuma 48' Nishimura 57', 59' Hara 79' Kimura 86' |       |           | Yoyogi Nationaal Stadion, Tokio Toeschouwers: 28.000 Scheidsrechter: Cha Kyung-Bok (KOR) |

|             |                                     |       |           |                                                                                  |
| 25 mei 1985 | Noord-Korea                         | 2 – 0 | Singapore | Nampostadion, Namp'o Toeschouwers: 25.000 Scheidsrechter: Sukho Vuddhijoti (THA) |
| 25 mei 1985 | Yung Jong-Sung 25' Han Hyong-Il 55' |       |           | Nampostadion, Namp'o Toeschouwers: 25.000 Scheidsrechter: Sukho Vuddhijoti (THA) |

### Tweede ronde
|              |                                     |       |           |                                                                                           |
| 21 juli 1985 | Zuid-Korea                          | 2 – 0 | Indonesië | Olympisch Stadion, Seoul Toeschouwers: 80.000 Scheidsrechter: Booncherd Pratumthong (THA) |
| 21 juli 1985 | Byun Byung-Joo 73' Kim Joo-Sung 81' |       |           | Olympisch Stadion, Seoul Toeschouwers: 80.000 Scheidsrechter: Booncherd Pratumthong (THA) |

|              |                             |                    |                                                                                |                                                                                         |
| 30 juli 1985 | Indonesië Dede Sulaiman 87' | 1 – 4 (1 – 6 agg.) | Zuid-Korea Byun Byung-Joo 7' Choi Soon-Ho 9' Huh Jung-Moo 32' Kim Joo-Sung 47' | Utama Senayanstadion, Jakarta Toeschouwers: 80.000 Scheidsrechter: Timothy Joseph (MAS) |
| 30 juli 1985 |                             |                    |                                                                                | Utama Senayanstadion, Jakarta Toeschouwers: 80.000 Scheidsrechter: Timothy Joseph (MAS) |

Zuid-Korea won met 6 – 1 over twee wedstrijden en plaatst zich voor de volgende ronde.
|                  |                                        |       |          |                                                                          |
| 11 augustus 1985 | Japan                                  | 3 – 0 | Hongkong | Kobestadion, Kobe Toeschouwers: 19.000 Scheidsrechter: Tulu Gurkan (PHI) |
| 11 augustus 1985 | Kimura 9' (pen.) Hara 11' Mizunuma 53' |       |          | Kobestadion, Kobe Toeschouwers: 19.000 Scheidsrechter: Tulu Gurkan (PHI) |

|                   |                                   |                    |                                          |                                                                                    |
| 22 september 1985 | Hongkong Wan Chi Keung 79' (pen.) | 1 – 2 (1 – 5 agg.) | Japan Kazushi Kimura 45' Hiromi Hara 90' | Hongkongstadion, Hongkong Toeschouwers: 28.000 Scheidsrechter: Lee Kok Leong (SIN) |
| 22 september 1985 |                                   |                    |                                          | Hongkongstadion, Hongkong Toeschouwers: 28.000 Scheidsrechter: Lee Kok Leong (SIN) |

Japan won met 5 – 1 over twee wedstrijden en plaatst zich voor de volgende ronde.

### Finale
|                 |                    |       |                                   |                                                                                              |
| 26 oktober 1985 | Japan              | 1 – 2 | Zuid-Korea                        | Yoyogi Nationaal Stadion, Tokio Toeschouwers: 62.000 Scheidsrechter: Maidin Bin-Singah (SIN) |
| 26 oktober 1985 | Kazushi Kimura 43' |       | Jung Yong-Hwan 30' Lee Tae-Ho 42' | Yoyogi Nationaal Stadion, Tokio Toeschouwers: 62.000 Scheidsrechter: Maidin Bin-Singah (SIN) |

|                 |                             |                    |       |                                                                                    |
| 3 november 1985 | Zuid-Korea Huh Jung-Moo 61' | 1 – 0 (3 – 1 agg.) | Japan | Olympisch Stadion, Seoel Toeschouwers: 70.000 Scheidsrechter: thman Bin Omar (MAS) |
| 3 november 1985 |                             |                    |       | Olympisch Stadion, Seoel Toeschouwers: 70.000 Scheidsrechter: thman Bin Omar (MAS) |

Zuid-Korea won met 3 – 1 over twee wedstrijden en plaatst zich voor het WK voetbal 1986.